# Pachypodium saundersii
Pachypodium saundersii, conocida comúnmente como rosa del desierto espinosa, es una especie de arbusto perteneciente al género Pachypodium, dentro de la familia Apocynaceae. Se distribuye por el sur de África tropical y del sur.

## Descripción

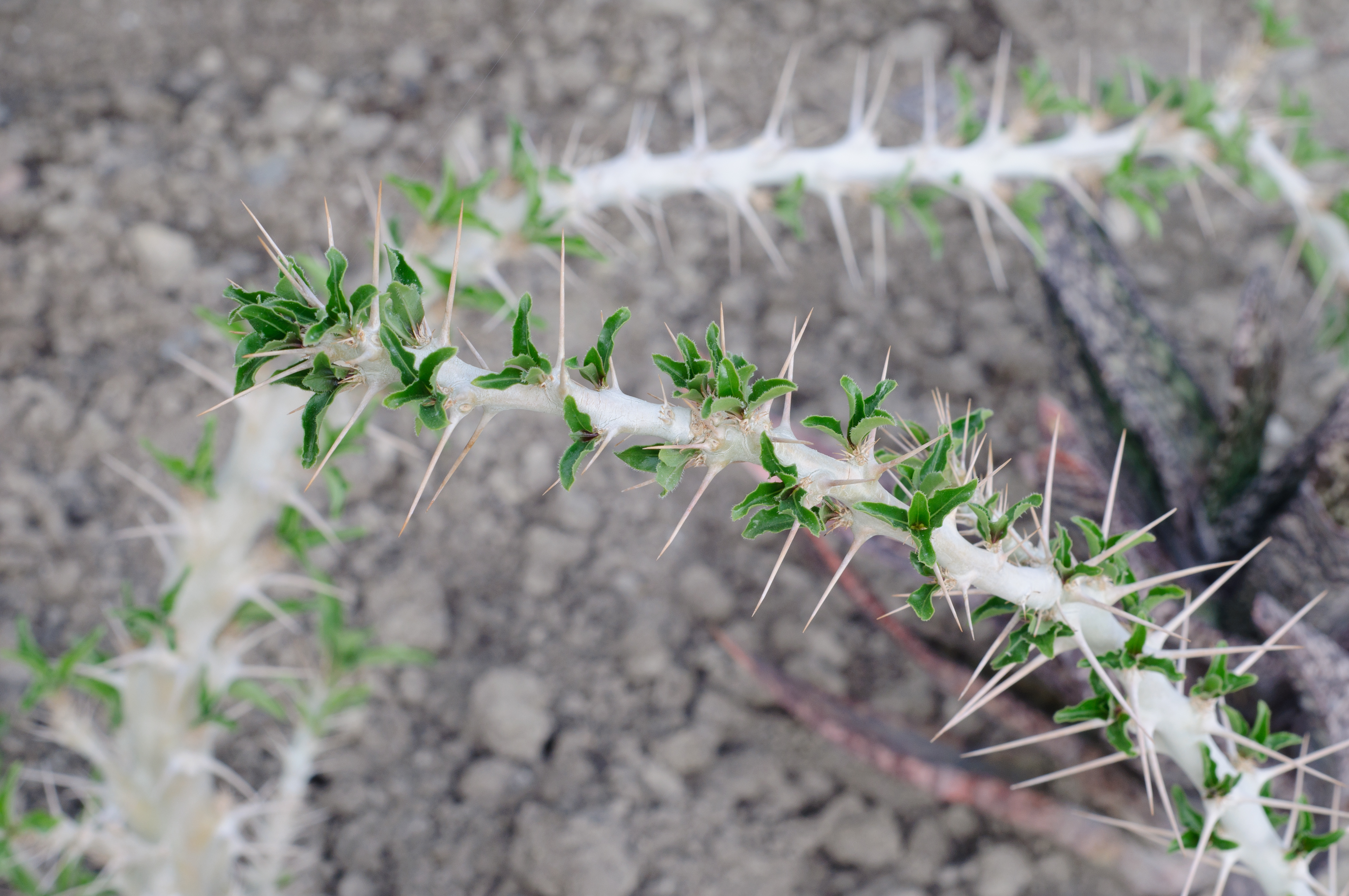
Rama con espinas

Pachypodium saundersii es un arbusto pequeño que puede llegar a crecer hasta 1,5 m de altura. Su caudex o tronco es globoso o cilíndrico y puede alcanzar dimensiones considerables con el paso de los años. Esta estructura actúa como órgano de almacenamiento de agua, lo que permite a la planta sobrevivir a largos períodos de sequía. La superficie del caudex está cubierta por una corteza leñosa gruesa, que puede desarrollar grietas con el tiempo. 
La ramificación se produce desde el ápice del caudex, formando una corona irregular. Estas ramas están densamente cubiertas de espinas afiladas,  que sirven como mecanismo de defensa contra la fauna herbívora y ayudan a reducir la pérdida de agua por evapotranspiración.

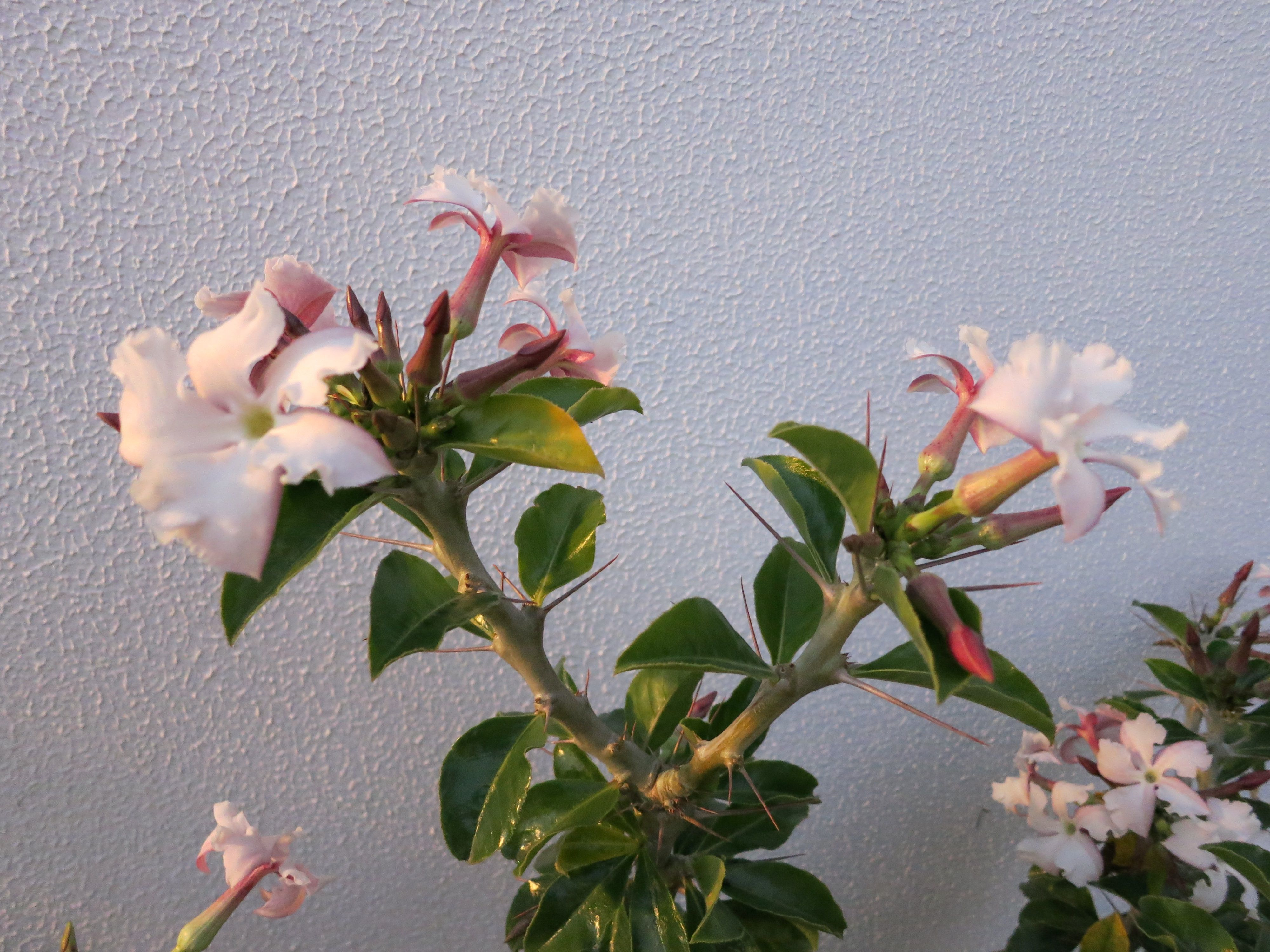
Detalle de la floración

Sus hojas están dispuestas en rosetas en los extremos de las ramas. De tonalidad verde intensa y brillante, con el nervio central prominente, sus hojas tienen formas simples, generalmente lanceoladas o elípticas, con márgenes enteros. Además, es una planta de hoja caduca, lo que significa que pierde sus hojas durante la estación seca para reducir la pérdida de agua. 
Las flores son tubulares, con pétalos blancos o ligeramente rosados y aparecen en inflorescencias terminales, agrupadas en un número variable de flores. Son de tamaño relativamente grande en comparación con el resto de la planta. 
La floración suele producirse en primavera o verano, pero puede variar según las condiciones climáticas. Tras la polinización, las flores dan lugar a frutos alargados, de color verde, que se abren al madurar liberando semillas pequeñas, ligeras y aladas, lo que facilita su dispersión por el viento.

## Distribución y hábitat
El área de distribución nativa de esta especie es el sur de África tropical y del sur: Suazilandia, KwaZulu-Natal, Mozambique, Provincias del Norte y Zimbabwe. Crece principalmente en el bioma desértico o de matorral seco.
Señalar que Pachypodium saundersii tiene una serie de adaptaciones que le permiten sobrevivir en ambientes áridos y desafiantes, como la capacidad de almacenar agua en su caudex y la presencia de una densa capa de espinas que lo protegen de los animales herbívoros.

## Taxonomía
Pachypodium saundersii fue descrita por el botánico inglés Nicholas Edward Brown y publicado por primera vez en la revista científica Bulletin of Miscellaneous Information Kew 1892: 126 en 1892.

Etimología
- Pachypodium: nombre genérico que proviene de la combinación de dos términos del griego antiguo: pachys (que significa 'grueso') y podium (que significa 'pie' o 'base'), haciendo referencia a la característica morfología de muchas especies del género, que suelen tener troncos o tallos robustos y suculentos.
- saundersii: epíteto específico otorgado en honor a Charles James Renault Saunders, un recolector de plantas sudafricano que contribuyó significativamente al estudio de la flora de la región.[4]

## Usos y toxicidad
Pachypodium saundersii se cultiva principalmente como planta ornamental.
Señalar que todas las partes de esta planta se consideran tóxicas para los humanos y los animales domésticos. De hecho, la ingestión de cualquier parte de la planta puede provocar intoxicación, con presencia de diversos síntomas gástricos, entre ellos náuseas, vómitos y diarrea. El contacto con la savia puede provocar irritación, enrojecimiento y picor. Además, el contacto directo de su savia con los ojos puede provocar irritación y daño en la córnea, provocando una pérdida permanente de visión.